# Cyprididae
Cyprididae är en familj av kräftdjur. Enligt Catalogue of Life ingår Cyprididae i överfamiljen Cypridoidea, ordningen Podocopida, klassen musselkräftor, fylumet leddjur och riket djur, men enligt Dyntaxa är tillhörigheten istället ordningen Podocopida, klassen musselkräftor, fylumet leddjur och riket djur. Enligt Catalogue of Life omfattar familjen Cyprididae 208 arter. 

## Dottertaxa till Cyprididae, i alfabetisk ordning[1][2]
- Amphicypris
- Bradleystrandesia
- Candocypria
- Candonocypris
- Cavernocypris
- Chlamydotheca
- Cyclocypria
- Cyclocypris
- Cypretta
- Cypria
- Cypricercus
- Cypriconcha
- Cypridopsis
- Cyprinotus
- Cypris
- Diacypris
- Dolerocypris
- Eucypris
- Eurycypris
- Hemicypris
- Herpetocypris
- Heterocypris
- Ilyodromus
- Isocypris
- Mecynocypria
- Megalocypris
- Mesocypris
- Neocypridopsis
- Pelocypris
- Physocypria
- Potamocypris
- Prionocypris
- Pseudoilyocypris
- Sarscypridopsis
- Scottia
- Spirocypris
- Stenocypris
- Strandesia